# Dana Stevens
Dana Stevens (* 1963 in Whittier, Kalifornien) ist eine US-amerikanische Drehbuchautorin und Schauspielerin.

## Leben
Stevens wuchs in Phoenix, Arizona, auf. Sie studierte Theaterwissenschaften an der UCLA, wo sie auch Kurse für das Verfassen von Drehbüchern besuchte.
Sie begann ihre Karriere ab Ende der 1980er Jahre als Schauspielerin in Kleinstrollen. Parallel war sie Script Reader tätig und verfasste später eigene Drehbücher für Filme wie Blink – Tödliche Augenblicke, Stadt der Engel oder Aus Liebe zum Spiel. Die von ihr erdachte Comedy-Drama-Serie What About Brian wurde ab 2006 in zwei Staffen von Bad Robot Productions produziert und lief ab April 2006 auf ABC. Stevens lieferte auch die Idee für die Anwaltsserie Reckless, von der 2014 eine Staffel produziert wurde. Für beide Serien lieferte Stevens auch die Drehbücher diverser Episoden. Daneben ist Stevens als Beraterin für das Screenwriters Lab des Sundance Institutes und im Komitee des Nicholl Fellowships in Screenwriting tätig.
Aus ihrer 1998 geschlossenen Ehe mit dem Filmemacher Michael Apted, die 2009 durch Scheidung endete, ging ein Sohn hervor.

## Filmografie (Auswahl)
Schauspiel
- 1987: Familienbande (Family Ties, Fernsehserie, 1 Episode)
- 1988: Jake und McCabe – Durch dick und dünn (Jake and the Fatman, Fernsehserie, 1 Episode)
- 1988: Liebe ist mein Geschäft (Addicted to His Love, Fernsehfilm)
- 1988: Zwei und Zwei ist Mord (She Was Marked for Murder, Fernsehfilm)
- 1990: Doctor Doctor (Fernsehserie, 1 Episode)
- 1991: Die besten Jahre (Thirtysomething, Fernsehserie, 1 Episode)
- 1991: Bill & Ted’s verrückte Reise in die Zukunft (Bill & Ted’s Bogus Journey)
- 1992: Auf und Davon (Leaving Normal)
- 1994: Nell
- 1996: Extrem … mit allen Mitteln (Extreme Measures)

Drehbuch
- 1993: Blink – Tödliche Augenblicke (Blink)
- 1998: Stadt der Engel (City of Angels)
- 1999: Aus Liebe zum Spiel (For Love of the Game)
- 2002: Leben oder so ähnlich (Life or Something Like It)
- 2006–2007: What About Brian (Fernsehserie, 4 Episoden)
- 2013: Safe Haven – Wie ein Licht in der Nacht (Safe Haven)
- 2014: Reckless (TV Series) (Fernsehserie, 3 Episoden)
- 2021: Fatherhood
- 2022: The Woman King